# Tobianische Sprache
Tobisch oder Tobianisch (Tobianisch: ramarih Hatohobei, übersetzt „die Sprache von Tobi“) ist die Sprache der Insel Tobi, eine der Südwestinseln von Palau, und die Hauptinsel des Bundesstaates Hatohobei.
Tobianisch ist eine stark vom Aussterben bedrohte mikronesische Sprache, die inzwischen von weniger als 150 Personen als Muttersprache gesprochen wird. Sie wird in letzter Zeit zunehmend durch die palauische Amtssprache Englisch verdrängt, da Tobianisch keinen gehobenen offiziellen Status hat.
Tobianisch und die Dialekte von Sonsorol, Merir und Pulo Anna, die anderen bewohnten Südwestinseln, sind eng verwandt mit den Sprachen, die in Mikronesien in den Außeninseln Yap und Chuuk gesprochen werden.
Heutzutage leben die meisten Sprecher dieser Sprache in Echang, einem Stadtteil von Koror, der ehemaligen Hauptstadt von Palau. Tobianisch und Sonsorolesisch sind eng verwandt. Es gibt kleine Hinweise, dass sie sich zu einem neuen Dialekt, genannt Echangesisch, entwickeln.

## Grundwortschatz
- Tier = mar
- Kokosnusspalme = ruh
- Auf Wiedersehen = sabuho
- Sprache = ramarih
- Soldatenfisch = red

### Zählen
- eins = sewo
- zwei = huwou
- drei = soruo
- vier = fauwo

Es gibt verschiedene Numerale für zahlreiche verschiedene Objekte.